# Gare de Gruson
Gare de Gruson vasútállomás Franciaországban, Gruson településen.

## Vasútvonalak
Az állomást az alábbi vasútvonalak érintik:
- Somain-Halluin-vasútvonal

## Kapcsolódó állomások
A vasútállomáshoz az alábbi állomások vannak a legközelebb:
- Gare de Bouvines
- Gare d’Anstaing